# Illa des Porcs
L'illa des Porcs és una illa situada a es Freus entre el freu Gros i el freu des Faro, al nord d'Espalmador. L'illa pertany al municipi de Formentera, essent la punta d'en Pou la punta més septentrional formenterera.

## Una illa amb dos noms
Tant aquesta versió com la versió castellanitzada del topònim Puercos apareixen ja documentades al segle xviii. Així i tot l'illa es coneix també per l'illa d'en Pou tot i ser una denominació més tardana. El nom, un antropònim, ve clarament de n'Emili Pou, l'enginyer que dirigí les obres del far que hi ha a l'illa.

### El far d'en Pou
Aquest far, de planta quadrada i amb una torre de gairebé 29 metres d'alçada es construí l'any 1862 per reforçar la seguretat de les embarcacions en creuar es Freus reforçant així l'enllumenat del far de l'illa des Penjats. L'any 1902 s'acabaren les reformes dutes a terme a l'illa: l'habitatge que ans es trobava baix del far va ser desplaçada per tal de resguardar-la del mal oratge que dificultava la vida a l'illa. L'obra vella fou enderrocada amb l'excepció de la torre del far a la qual se li donà forma rodona a la planta que, inicialment, era quadrada. L'any 1935 amb l'automatització del sistema d'il·luminació va ser innecessària la presència d'un faroner i la seua família a l'illa i passà a tenir-ne cura el personal d'Eivissa. L'any 194 es varen instal·lar un sistema d'alimentació paral·lel amb plaques fotovoltaiques.
El pitjor temporal que patí aquesta illa va ser al setembre de l'any 1913, en què una maregassa arrencà la teulada de la casa i n'esbucà els murs de tal manera que els únics murs que resistiren la temporalada varen ser les parets mestres de la casa. Les dues famílies que allí residien aconseguiren refugiar-se a l'illa veïna de s'Espalmador.